# Ferdinand von Notz
Ferdinand Wilhelm Robert Alexander Franz von Notz (* 21. September 1870 in Köln; † 18. Februar 1953 in Ratzeburg) war ein deutscher Offizier und Militär- und Regionalschriftsteller.

## Leben und militärische Laufbahn
Ferdinand von Notz stammte aus einer preußischen Offiziersfamilie. Er war das vierte Kind und der dritte Sohn des Majors Franz von Notz (* 1831), Kommandeur der Unteroffizierschule in Biebrich, der zu Beginn des Deutsch-Französischen Kriegs dem 3. Garde-Regiment zu Fuß aggregiert wurde und einen Monat vor Ferdinands Geburt in der Schlacht bei Gravelotte am 18. August 1870 gefallen war, und seiner Frau Marie, geborene von Frankenberg, einer Tochter des Generals Robert von Frankenberg und Ludwigsdorf. Bei seiner Taufe am 28. November 1870 zählten zu seinen Paten die Prinzessin Carl von Preußen (Marie von Sachsen-Weimar-Eisenach) und seine Großeltern mütterlicherseits, Generalleutnant von Frankenberg und seine Frau, sowie seine Großmutter väterlicherseits, Frau Oberst von Notz. Benannt wurde er nach seinem Onkel Ferdinand von Notz, der als Premierleutnant im Kaiser Franz Garde-Grenadier-Regiment Nr. 2 in der Schlacht von Königgrätz am 3. Juli 1866 gefallen war. Sein anderer Onkel, der Hauptmann Friedrich von Notz (* 1833), war ebenfalls im Feldzug 1866 an der Cholera zu Tode gekommen. Nach ihm war Ferdinands älterer Bruder benannt, Friedrich Wilhelm von Notz (* 18. Januar 1867 in Jülich). Dieser starb am 25. August 1914 als Major und Bataillonskommandeur im Infanterie-Regiment „Prinz Carl“ (4. Großherzoglich Hessisches) Nr. 118 an den Folgen einer Verwundung in der Schlacht bei Neufchâteau.
Von Michaelis 1876 bis Ostern 1882 besuchte Ferdinand das Königliche Wilhelms-Gymnasium in Berlin.
Der Familientradition folgend, trat er in die Preußische Armee ein und erhielt am 22. März 1888 sein Patent als Sekondeleutnant im Infanterie-Regiment Nr. 143 in Straßburg. 1896/97 war er zur Kriegsschule in Kassel abgeordnet.  Am 10. September 1898 wurde er Premierleutnant. Er diente als Regimentsadjutant und ab 1903 als Adjutant des Kommandeurs der 29. Infanterie-Brigade in Aachen, zunächst Generalmajor Florian Fulda, dann Generalmajor Karl Rinck von Baldenstein. Am 15. September 1904 erhielt er seine Beförderung zum Hauptmann. 1908 kam er als Kompanieführer zum 1. Badischen Leib-Grenadier-Regiment Nr. 109 in Karlsruhe. Zum 1. Oktober 1912 wurde er Major und als Korpsadjutant von Friedrich von Scholtz zum XX. Armee-Korps in Allenstein versetzt. 25 Jahre später veröffentlichte Notz eine Biographie von Scholtz mit dem Untertitel ein deutsches Soldatenleben in großer Zeit.
Während des Ersten Weltkriegs übernahm er 1915 das Kommando über das Ende August in Galizien neu aufgestellte Jäger-Regiment Nr. 9. Mit ihm war er in Albanien und an der Mazedonienfront eingesetzt. Beim Zusammenbruch der Balkanfront im September 1918 wurde er dem Generalkommando 61 zugeteilt und hielt mit ca. 1000 Soldaten als „Detachement v. Notz“ bis zum 21. September einen Brückenkopf südlich der Cerna (Crna Reka) bei Dunje südöstlich von Prilep. Dann begann der Rückzug, zunächst über Bergpfade, nach Norden über Skopje, Kumanovo und Vranje. Notz publizierte seine Aufzeichnungen darüber 1922 mit dem an Xenophon angelehnten Titel Deutsche Anabasis 1918.
Nach dem Ende des Ersten Weltkriegs war Notz, inzwischen Oberst, während der Aufstände in Oberschlesien im sogenannten Selbstschutz aktiv.

## Familie und Aktivität im Ruhestand
Die Familie zog von Karlsruhe in den Kreis Herzogtum Lauenburg, zunächst auf ein Gut in Lehmrade. Der Versuch, Landwirtschaft zu betreiben, scheiterte jedoch. Es folgte ein weiterer Umzug nach Ratzeburg, wo die Villa Interlaken (heute Standort des Seehof) sein neues Zuhause wurde. Notz wurde 1924 Gründungsvorsitzender der Ratzeburger Ortsgruppe des Stahlhelm. Als Autor beschäftigte er sich nun vor allem mit Heimatgeschichte. Sein Buch über den Ratzeburger Dom, das 1932 erschien, hatte den Untertitel Ein Siegesdenkmal christlichen Glaubens, nordischen Geistes und deutsch-heldischen Blutes.
Er war seit dem 20. Juni 1908 verheiratet mit Helga Wilhelmine Melanie, geborene von Cancrin (* 1882). Der 1909 geborene gleichnamige Sohn des Paares studierte Medizin, unter anderem in Rostock und fiel 33-jährig im Zweiten Weltkrieg. Friedhelm von Notz ist ein Enkel, Börries von Notz und Konstantin von Notz sind Urenkel von Ferdinand von Notz.

## Beurteilung
Der Ratzeburger Schulrat und Heimatforscher Heinrich Scheele hat die Verdienste Ferdinand von Notz’ um die Erforschung der Heimatgeschichte anlässlich seines 80. Geburtstags in einem Artikel in der „Lauenburgischen Zeitung“ ausführlich gewürdigt. Er bezeichnete ihn darin als „Mittelpunkt der Domforschung ..., der sich mit seinen heimatgeschichtlichen Arbeiten ein bleibendes Denkmal setzte“.
Der Ratzeburger Stadtarchivar Christian Lopau schrieb über ihn: 

„Der am 21. September 1870 geborene Oberst Ferdinand von Notz, letzter Kommandeur des ehemaligen 9. Jäger-Regiments, wurde in Ratzeburg vor allem durch seine lokalgeschichtlichen Publikationen bekannt. Besonders eingehend erforschte er die Geschichte des Doms und das Leben und Wirken des heiligen Ansverus. Neben seinem 1931 gedruckten Buch über den Dom erschienen zahlreiche heimatgeschichtliche Veröffentlichungen in den örtlichen Zeitungen und Zeitschriften.“

Sein Grab auf dem Ratzeburger Militärfriedhof am Seekenberg steht unter Denkmalschutz.

## Auszeichnungen
- Roter Adlerorden, Ritter IV. Klasse[18]
- Verdienstorden Philipps des Großmütigen, Ritter I. Klasse

## Werke
- Deutsche Anabasis 1918: ein Rückzug aus dem bulgarischen Zusammenbruche in Mazedonien. Berlin: [DOB-Verlag] – [Leipzig]: [E. F. Steinacker] [1922] Digitalisat, Staatsbibliothek Berlin
- Ein Straßenkampf im Frieden. Erinnerungen an den „Hau-Krawall“ zu Karlsruhe am 22. Juli 1907, 1926  (Onlinefassung).
- Kommentar zu Wilhelm Raupp: Im Strom. Eines Geistigen Tragödie in fünf Bildern, in: Braunschweiger Landeszeitung vom 17. März 1926 (Onlinefassung).
- Ansverus der Apostel und Märtyrer Lauenburgs in Geschichte, Sage, Stein und Bild. Ratzeburg: Lauenburgischer Heimatverlag 1929
- Der Dom zu Ratzeburg. Ratzeburg: Lauenburgischer Heimatverlag [1932]
- General v. Scholtz, ein deutsches Soldatenleben in großer Zeit. Berlin: Siegismund 1937
- Beiträge in der Zeitschrift Lauenburgische Heimat („Alte Folge“ 1925–1940), hrsg. vom Heimatbund und Geschichtsverein Herzogtum Lauenburg e. V.:
  - 1928: Till Eulenspiegels Grabstein (Onlinefassung)
  - 1929: Der Apostelaltar im Ratzeburger Dom: A. Der Altarschrein B. Die Altarflügel C. Die Passionstafel (Onlinefassung Teil 1; Teil 2)
  - 1929: Die Kapellen und Totengrüfte der Sachsenherzöge im Ratzeburger Dom (Onlinefassung)
  - 1929: Die Ritterrüstung im Dom zu Ratzeburg (Onlinefassung)
  - 1930/31: Alte Wandmalereien des Ratzeburger Doms (Onlinefassung Teil 1; Teil 2; Teil 3)
  - 1930: Der Über-Faust und Goldmacher zu Ratzeburg (Onlinefassung)
  - 1930: Ratzeburger Domgeschichten: 1. Das Ohr des Dionys 2. Von Spukgestalten, Gespenstern und der eingemauerten Nonne im Ratzeburger Dom-Kreuzgang 3. Unterirdisches in Wahrheit und Dichtung (Onlinefassung Teil 1; Teil 2)
  - 1931: Die gotischen Malereien und ihre Inschriften im Kreuzgange des Ratzeburger Domes (Onlinefassung)